# Erik Bergström Frisk
Erik Bergström Frisk (Stockholm, 28 september 1999) is een Zweeds wielrenner die in 2023 reed voor de wielerploeg Shenzhen Xidesheng Cycling Team.
In 2019 behaalde Bergström een vierde plaats in het eindklassement van de Ronde van het Qinghaimeer.

## Belangrijkste overwinningen

### Wegwielrennen
2019
 Zweeds kampioenschap tijdrijden
 Zweeds kampioenschap op de weg
2020
Jongerenklassement Sibiu Cycling Tour

## Ploegen
- 2018 –  Memil–CCN Pro Cycling (vanaf 15-6)
- 2019 –  Memil–CCN Pro Cycling
- 2020 –  Bike Aid
- 2021 –  Bike Aid
- 2022 –  CCN Factory Racing
- 2023 –  Shenzhen Xidesheng Cycling Team